# Skarb z Hildesheimu

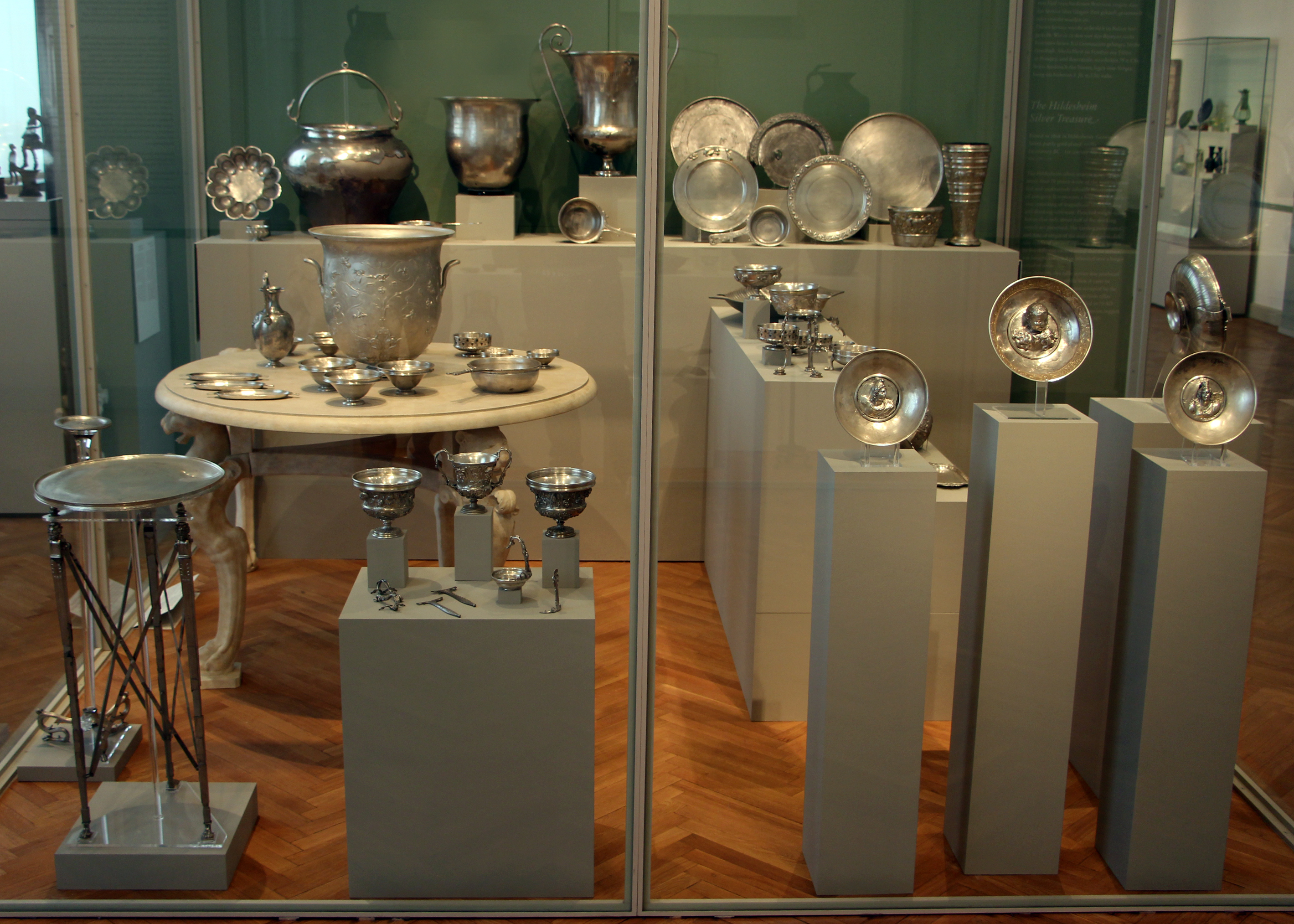
Skarb z Hildesheimu

Skarb z Hildesheimu – antyczny skarb odkryty w 1868 roku w niemieckim Hildesheim, będący największym zbiorem sreber rzymskich odkrytym poza granicami cesarstwa. Obecnie znajduje się w zbiorach berlińskiego Altes Museum.
Skarb został odkopany przypadkowo przez żołnierzy prowadzących prace ziemne. Składa się z ponad 70 elementów kunsztownie wykonanej srebrnej zastawy stołowej, w tym m.in. wielkiego krateru zdobionego ornamentem roślinnym i pucharów z reliefami przedstawiającymi m.in. Minerwę, Herkulesa i sceny związane z kultem dionizyjskim. Niektórzy przypuszczają, że mogła to być prywatna zastawa Warusa.